# 魂断望夫山
《魂断望夫山》（英語：Tragedy on the Hill of the Waiting Wife）是1955年上映的一部香港电影，由黃岱执导，司徒安编剧，白燕等領銜主演。该电影主要讲述的是婆婆不想让孙女孤苦伶仃，于是欺骗儿媳儿子还在人世的故事。

## 劇情簡介
有一对儿夫妇，丈夫死于意外，而妻子的女儿又年幼，于是婆婆因为害怕儿媳会因此受不了打击而自尽，从而为了不让孙女孤苦伶仃，于是欺骗儿媳，让其认为自己的丈夫还在人世。
而后，妻子在病重中得知真相，最终因受不了刺激而死。

## 演员
- 白燕
- 張活游
- 王愛明
- 黎灼灼
- 謝天
- 高魯泉

## 備註
1. ↑  . 香港電影資料館. 1997年.
2. ↑  . 1987年.
3. ↑  张骏祥, 程季华. . 上海辞书出版社. 1995年.

## 相關連結
- 豆瓣电影上《魂断望夫山》的資料 （简体中文）
- 香港影庫上《魂断望夫山》的資料（繁體中文）